# (10036) McGaha
(10036) McGaha (1982 OF) – planetoida z pasa głównego asteroid okrążająca Słońce w ciągu 3,8 lat w średniej odległości 2,43 j.a. Odkryta 24 lipca 1982 roku.